# Alpin skidåkning vid olympiska vinterspelen 1952
Vid olympiska vinterspelen 1952 i Oslo, Norge, genomfördes sex grenar i alpin skidåkning. Tävlingarna hölls mellan torsdagen den 14 februari och onsdagen den 20 februari.
Storslalom var med i spelen för första gången, och kombination var för första gången sedan 1936 inte med.

## Medaljtabell
| Pl.    | Nation    | Guld | Silver | Brons | Totalt |
| ------ | --------- | ---- | ------ | ----- | ------ |
| 1      | Österrike | 2    | 3      | 2     | 7      |
| 2      | USA       | 2    | 0      | 0     | 2      |
| 3      | Norge     | 1    | 1      | 1     | 3      |
| 4      | Italien   | 1    | 0      | 1     | 2      |
| 5      | Tyskland  | 0    | 2      | 2     | 4      |
|        |           |      |        |       |        |
| Totalt | Totalt    | 6    | 6      | 6     | 18     |

## Resultat

### Herrar
| Gren                   | Guld                       | Silver                     | Brons                      |
| Störtlopp Detaljer...  | Zeno Colò Italien          | Othmar Schneider Österrike | Christian Pravda Österrike |
| Storslalom Detaljer... | Stein Eriksen Norge        | Christian Pravda Österrike | Toni Spiß Österrike        |
| Slalom Detaljer...     | Othmar Schneider Österrike | Stein Eriksen Norge        | Guttorm Berge Norge        |

### Damer
| Gren                   | Guld                          | Silver                     | Brons                      |
| Störtlopp Detaljer...  | Trude Jochum-Beiser Österrike | Annemarie Buchner Tyskland | Giuliana Minuzzo Italien   |
| Storslalom Detaljer... | Andrea Mead-Lawrence USA      | Dagmar Rom Österrike       | Annemarie Buchner Tyskland |
| Slalom Detaljer...     | Andrea Mead-Lawrence USA      | Ossi Reichert Tyskland     | Annemarie Buchner Tyskland |